# 나가사키 국제 TV
나가사키 국제 TV(일본어: 長崎国際テレビ ながさきこくさいテレビ)는 나가사키현의 4번째 민영 방송국으로, 1991년 4월 1일 개국했다. 약칭은 NIB, 콜사인은 JOXH-DTV이다.

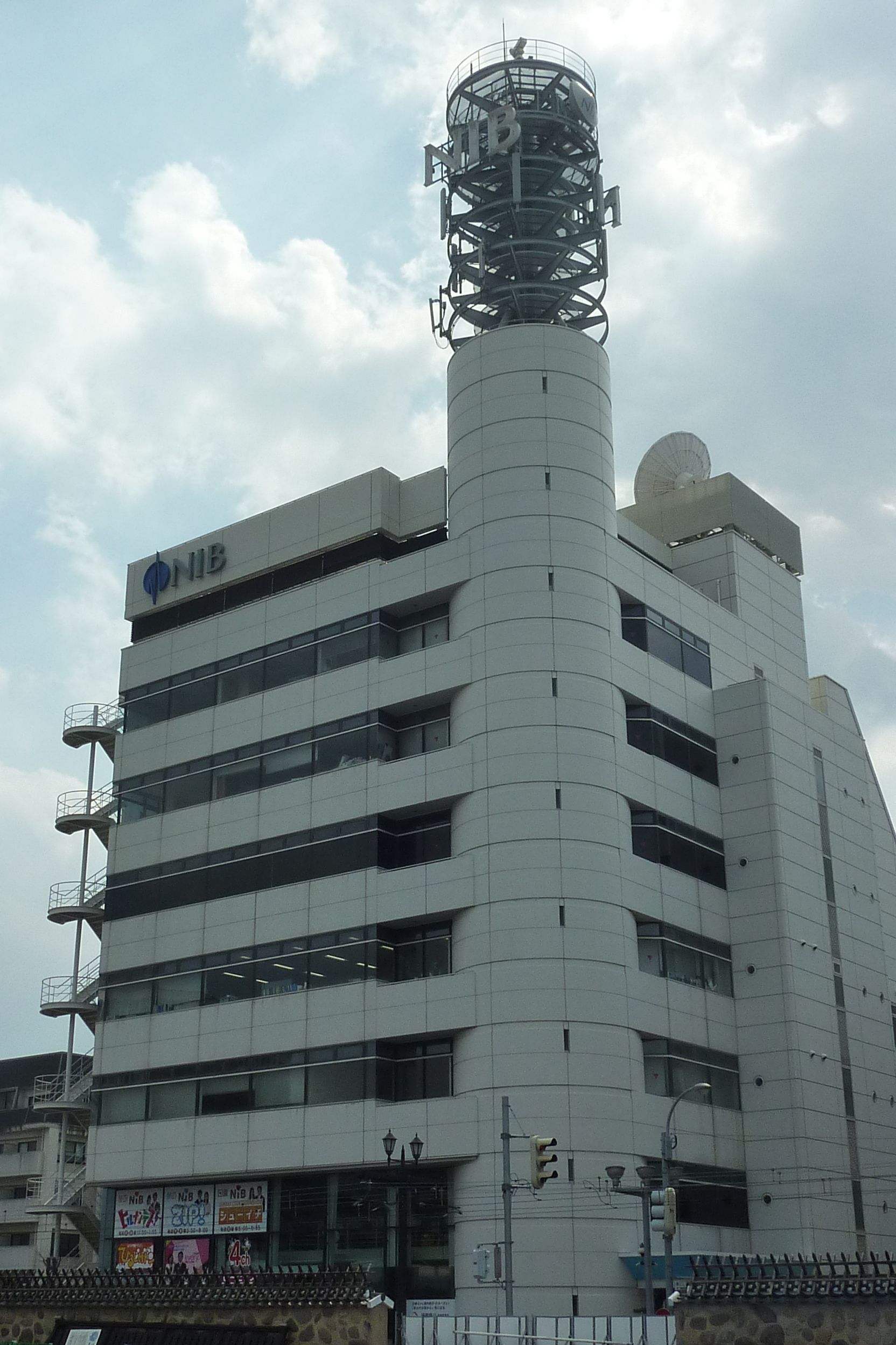
나가사키 국제 TV

## 연혁
- 1990년 10월 1일 - 원래 이 날 개국하려 했으나 여러 사정으로 인해 개국이 반년 후로 늦춰지게 된다.
- 1991년 4월 1일 - 개국.
- 2006년 12월 1일 - 지상파 디지털 텔레비전 방송 개시.
- 2011년 7월 24일 - 지상파 아날로그 텔레비전 방송 종료.

## 특징
- 사옥이 데지마 철거지 바로 옆에 있고 사옥 안에는 요미우리 신문 나가사키 지국이 있다.
- 니혼TV 계열국 중, 가장 서쪽에 위치한 방송국이다.
- 아날로그 텔레비전 방송 당시 쓰인 25번 채널은 원래 사가현에 할당되었던 UHF채널이었으나 사가 현에서 민영방송 개설을 신청한 회사가 나오지 않아 나가사키현에 할당된 것이다.
- 니혼 TV 계열방송국이지만 회사의 대주주로 후지 TV가 있으며 반대로 후지TV 계열국인 TV 나가사키의 대주주 중 하나는 요미우리 신문이다.

## 불상사
- 도쿄 지사에서 영업을 담당하던 24세의 직원이, 심야에 여성의 맨션에 침입해, 강간 용의자로 2008년 1월 29일에 체포되었다. 나가사키 국제 TV는 사장의 말을 보냈으나, 현지 신문사의 기자회견 요청에 대해「회사가 범죄와 관련된 것은 아니다」라며 기자회견 요청을 거부했다. 이 직원은 1월 30일에 징계해고 되었다. 2008년 7월 24일, 도쿄 지방법원은 징역 5년의 실형 판결을 선고했다.

## 나가사키현에 있는 다른 텔레비전·라디오 방송국
- NHK 나가사키 방송국
- 나가사키 방송(NBC)(TV는 JNN, 라디오는 JRN&NRN계열국)
- 나가사키 문화 방송(ncc)(ANN)
- TV 나가사키(KTN)(FNN계열)
- FM나가사키(JFN 계열)